# تمييز تي في
تمييز T-V هو الاستخدام السياقي للضمائر المختلفة الموجودة في بعض اللغات، ويعمل على نقل الرسمية أو الألفة. يأتي اسمها من الضمائر اللاتينية tu و vos . يأخذ التمييز عدة أشكال ويشير إلى مستويات مختلفة من الأدب، والألفة، والمجاملة، والعمر، أو حتى الإهانة تجاه المرسل إليه. المجال الذي يدرس ويصف هذه الظاهرة هو علم اللغة الاجتماعي.
تفتقر العديد من اللغات إلى هذا النوع من التمييز وبدلاً من ذلك تعتمد على السمات المورفولوجية أو الخطابية الأخرى لنقل الشكليات. لم يعد للغة الإنجليزية الحديثة أي تمييز من T-V باستثناء بعض اللهجات. واحدة من هذه تستخدم الضمائر thou و you، مع اختفاء thou من اللغة الإنجليزية الحديثة المبكرة. بالإضافة إلى ذلك تحدث عامة الشعب البريطاني تاريخيًا إلى النبلاء والملوك باستخدام الشخص الثالث بدلاً من الشخص الثاني، وهي ممارسة لم تعد محبذة. غالبًا ما يستخدم المتحدثون باللغة الإنجليزية اليوم نظائرها الدلالية لنقل المواقف المذكورة تجاه المرسل إليه مثل ما إذا كان يجب مخاطبة شخص ما بالاسم أو اللقب، أو ما إذا كان يجب استخدام سيدي أو سيدتي . تحت تصنيف أوسع فإن أشكال T و V هي أمثلة على التشريف.
يتم التعبير عن تمييز T-V في مجموعة متنوعة من الأشكال. هناك وسيلتان شائعتان بشكل خاص هما:
- مخاطبة فرد واحد باستخدام صيغ الجمع بضمير المخاطب في اللغة بدلاً من صيغة المفرد (على سبيل المثال اللغة الفرنسية).
- مخاطبة الأفراد بضمير آخر مع تصريفات الفعل الخاصة به (على سبيل المثال اللغة الإسبانية).

## الأصل والتطور
المصطلحان T و V بناءً على الضمائر اللاتينية tu و vos تم استخدامها لأول مرة في ورقة من قبل عالم النفس الاجتماعي روجر براون والباحث شكسبير ألبرت جيلمان. كان هذا مسحًا تاريخيًا ومعاصرًا لاستخدامات ضمائر العنوان التي يُنظر إليها على أنها علامات دلالية للعلاقات الاجتماعية بين الأفراد. تناولت الدراسة بشكل أساسي الفرنسية والإيطالية والإسبانية والألمانية. كانت الورقة مؤثرة للغاية  مع استثناءات قليلة، كما تم استخدام المصطلحين T و V في دراسات لاحقة.
حالة ضمير الشخص الثاني المنفرد you في اللغة الإنجليزية هي حالة مثيرة للجدل بين العلماء اللغويين. > لقد قيل إن ضمير you محايد افتراضي يؤدي وظائف كل من T و V دون أن يكون مكافئًا لأي منهما،  لذلك هناك حاجة إلى إطار عمل N-V-T.

## التاريخ والاستخدام في اللغة
في اللاتينية tu كان في الأصل صيغة المفرد و vos صيغة الجمع، مع عدم التمييز بين التشرف أو المألوف. وفقًا لبراون وجيلمان بدأ استخدام صيغة الجمع للإمبراطور الروماني في القرن الرابع الميلادي. يذكرون احتمال أن يكون هذا بسبب وجود إمبراطورين في ذلك الوقت (في القسطنطينية وروما)، لكنهم يذكرون أيضًا أن «التعددية هي استعارة قديمة جدًا ومنتشرة في كل مكان للسلطة». امتد هذا الاستخدام ليشمل شخصيات قوية أخرى مثل البابا غريغوري الأول (590-604). ومع ذلك لاحظ براون وجيلمان أنه فقط بين القرنين الثاني عشر والرابع عشر تبلورت معايير استخدام الأشكال T و V. بشكل أقل شيوعًا قد يمتد استخدام صيغة الجمع إلى أشخاص آخرين، مثل «نحن الملكية» (جمع مهيب) باللغة الإنجليزية.
جادل براون وجيلمان بأن اختيار الشكل محكوم إما بعلاقات «القوة» أو «التضامن» اعتمادًا على ثقافة المتحدثين مشيرا على أن «القوة» كانت هي المؤشر المهيمن على الشكل في أوروبا حتى القرن العشرين. وبالتالي كان من الطبيعي جدًا أن يستخدم شخص قوي نموذج T ولكن يتوقع شكل V في المقابل. ومع ذلك تحولت الديناميكية في القرن العشرين لصالح التضامن بحيث يستخدم الناس أشكال T مع أولئك الذين يعرفونهم، وأشكال V في لقاءات الخدمة.

### التاريخ المبكر: دلالات القوة
في أوائل العصور الوسطى (من القرن الخامس إلى القرن العاشر) استخدم الضمير vos لمخاطبة أرقى الشخصيات والأباطرة والباباوات الذين يستخدمون الضمير tu لمعالجة الموضوع. امتد هذا الاستخدام تدريجياً ليشمل دولاً ومجتمعات أخرى، وأسفل التسلسل الهرمي الاجتماعي كدليل على احترام الأفراد من الرتب العليا أو السلطة الدينية أو الثروة الأكبر أو الأقدمية داخل الأسرة. كان التطور بطيئًا وغير منتظم ولكن يُقدر أنه تم الوصول إلى نمط ثابت للاستخدام في مجتمعات أوروبية مختلفة بحلول الفترة من 1100 إلى 1500. انتشر استخدام V إلى أفراد الطبقة العليا من نفس الرتبة ولكن ليس لأفراد الطبقة الدنيا. قد يتم تمثيل ذلك في تدوين براون وجيلمان:
| Unequal power | Unequal power | Equal power       | Equal power      |
| ------------- | ------------- | ----------------- | ---------------- |
| Emperor       | Father        | High-class friend | Low-class friend |
| T↓ ↑V         | T↓ ↑V         | ↓↑V               | T↓↑              |
| Subject       | Son           | High-class friend | Low-class friend |

### التعديل: دلالي التضامن
طور المتحدثون مرونة أكبر في استخدام الضمير من خلال إعادة تعريف العلاقات بين الأفراد. بدلاً من تعريف علاقة الأب والابن كعلاقة قوة يمكن اعتبارها علاقة عائلية مشتركة. يصف براون وجيلمان هذا بدلالات التضامن. وبالتالي قد يكون للمتحدث خيار الضمير اعتمادًا على كيفية إدراكه للعلاقة مع الشخص الذي يتم تناوله. وبالتالي قد يختار المتحدث ذو القوة الفائقة V للتعبير عن شعور زميله مع المرؤوس. على سبيل المثال قد يستخدم عميل مطعم V للنادل المفضل لديه. وبالمثل قد يستخدم المرؤوس الذي لديه علاقة ودية طويلة الأمد T. على سبيل المثال قد يستخدم الطفل T للتعبير عن المودة لوالديه.
كانت هذه الخيارات متاحة ليس فقط لتعكس العلاقات الدائمة ولكن للتعبير عن التغييرات اللحظية في المواقف. سمح هذا للكتاب المسرحيين مثل راسين وموليير وبن جونسون وكريستوفر مارلو وشكسبير بالتعبير عن التغييرات الداخلية للشخصية في المزاج من خلال التغييرات الخارجية للضمير.
لعدة قرون كان الشخص الأكثر قوة هو الذي اختار مخاطبة المرؤوس إما بـ T أو بـ V ، أو السماح للمرؤوس بالاختيار. لهذا السبب تم تعريف الضمائر تقليديًا على أنها «ضمير التلطف والألفة» (T) و «ضمير الرسمية والتوقير» (V). يزعم براون وجيلمان بأن الاستخدام الحديث لم يعد يدعم هذه التعريفات.
| Superior has choice | Superior has choice | Superior has choice | Subordinate has choice | Subordinate has choice | Subordinate has choice |
| ------------------- | ------------------- | ------------------- | ---------------------- | ---------------------- | ---------------------- |
| Customer            | Officer             | Employer            | Parent                 | Master                 | Elder sibling          |
| T↓V ↑V              | T↓V ↑V              | T↓V ↑V              | T↓ T↑V                 | T↓ T↑V                 | T↓ T↑V                 |
| Waiter              | Soldier             | Employee            | Child                  | Faithful servant       | Younger sibling        |

### التاريخ الحديث
شهدت التطورات من القرن التاسع عشر تطبيق دلالات التضامن بشكل أكثر اتساقًا. أصبح من غير المقبول بالنسبة لفرد أقوى أن يمارس اختيار الضمير. لا يُسمح للضباط في معظم الجيوش بمخاطبة جندي بT. لا يستطيع معظم الآباء الأوروبيين إلزام أطفالهم باستخدام V. تغيرت العلاقات الموضحة أعلاه في اتجاه المعايير التالية:
قد يؤدي الميل إلى تعزيز دلالات التضامن إلى إلغاء أي اختيار من ضمير العنوان. خلال الثورة الفرنسية جرت محاولات لإلغاء V. في إنجلترا في القرن السابع عشر ألزمت جمعية الأصدقاء أعضائها باستخدام T فقط للجميع، واستمر البعض في استخدام T لبعضهم البعض. في معظم اللهجات الإنجليزية الحديثة لم يعد اختيار T موجودًا خارج الشعر.
| Superior choice removed | Superior choice removed | Superior choice removed | Subordinate choice removed | Subordinate choice removed | Subordinate choice removed |
| ----------------------- | ----------------------- | ----------------------- | -------------------------- | -------------------------- | -------------------------- |
| Customer                | Officer                 | Employer                | Parent                     | Master                     | Elder sibling              |
| ↑↓V                     | ↑↓V                     | ↑↓V                     | T↑↓                        | T↑↓                        | T↑↓                        |
| Waiter                  | Soldier                 | Employee                | Child                      | Faithful servant           | Younger sibling            |

### التغييرات قيد التقدم
أفيد في عام 2012 أن استخدام الفرنسية vous والاسبانية usted يتراجع في وسائل التواصل الاجتماعي. كان التفسير المقدم هو أن مثل هذه الاتصالات عبر الإنترنت تفضل فلسفة المساواة الاجتماعية، بغض النظر عن الفروق الرسمية المعتادة. ولوحظت اتجاهات مماثلة في اللغة الألمانية والفارسية والصينية والإيطالية والإستونية.

### تاريخ الاستخدام في اللغات الفردية

#### الإنجليزية
ضمائر الشخص الثاني في الإنجليزية القديمة والإنجليزية الوسطى المبكرة thou ye (مع المتغيرات) تم استخدامها للمرجع المفرد والجمع على التوالي بدون تمييز T-V . أقدم إدخال في قاموس أوكسفورد الإنجليزي لـ ye باعتباره ضمير V بدلاً من المفرد thou موجود في نص إنجليزي متوسط عام 1225 مؤلف في 1200. ربما بدأ الاستخدام بين النبلاء الفرنسيين النورمانديين في تقليد الفرنسيين. لقد حققت تقدمًا ملحوظًا خلال النصف الثاني من القرن الثالث عشر. خلال القرن السادس عشر فقد التمييز بين صيغة الفاعل ye وصيغة المفعول به you حد كبير مما جعل you مثل ضمير V المعتاد (وضمير الجمع). بعد 1600 اقتصر استخدام ye في اللغة الإنجليزية القياسية مع السياقات الأدبية والدينية أو في شكل استخدام قديمة بوعي.
يلخص ديفيد كريستال استخدام اللغة الإنجليزية الحديثة المبكرة على النحو التالي:
عادة ما يتم استخدام V.
- من قبل أشخاص من مكانة اجتماعية أدنى لمن هم فوقهم
- من قبل الطبقات العليا عند التحدث مع بعضهم البعض حتى لو كانوا مرتبطين ارتباطًا وثيقًا
- كعلامة على تغيير (على عكس thou) في درجة الحرارة العاطفية للتفاعل

عادة ما يتم استخدام T
- من قبل أشخاص من مكانة اجتماعية أعلى لمن هم دونهم
- من قبل الطبقات الدنيا عند التحدث مع بعضها البعض
- في مخاطبة الله أو يسوع
- في التحدث إلى الأشباح والسحرة والكائنات الخارقة الأخرى
- في عنوان وهمي لشخص غائب
- كعلامة على حدوث تغيير (يتناقض معك) في درجة الحرارة العاطفية للتفاعل [16]

كان التمييز بين T-V لا يزال محفوظًا جيدًا عندما بدأ شكسبير الكتابة في نهاية القرن السادس عشر. ومع ذلك استخدم الكتاب المسرحيون الآخرون في ذلك الوقت استخدامًا لتناقضات T-V أقل من شكسبير. يشير الاستخدام غير المتكرر لـ T في الكتابة الشعبية في وقت أبكر من القرن مثل رسائل باستون إلى أن التمييز كان يختفي بالفعل من خطاب النبلاء. في النصف الأول من القرن 17 اختفت thou من اللغة الإنجليزية القياسية على الرغم من الحفاظ على تمييز T-V في العديد من اللهجات المحلية. عندما بدأ الكويكرز باستخدام thou مرة أخرى في منتصف هذا القرن كان لا يزال كثير من الناس على دراية بالتمييز القديم ل T-V واستجابو بالسخرية والعنف الجسدي.[بحاجة لمصدر]
في القرن التاسع عشر تمت استعادة جانب واحد من تمييز T-V لبعض اللهجات الإنجليزية في شكل ضمير يعبر عن التضامن الودي مكتوبًا ك y'all . على عكس thou في وقت سابق، وكان يستخدم في المقام الأول لخطاب الجمع، وفي بعض اللهجات لخطاب المفرد كذلك. لوحظ الضمير لأول مرة في الولايات الجنوبية من الولايات المتحدة بين المتحدثين الأمريكيين الأفارقة على الرغم من أن أصله الدقيق غامض. انتشر الضمير بسرعة إلى المتحدثين البيض في تلك الولايات الجنوبية، و (إلى حد أقل) مناطق أخرى من الولايات المتحدة وخارجها. هذا الضمير غير مقبول عالميًا، ويمكن اعتباره إما غير قياسي أو إقليمي.
Yous (e) (ver. /juːz/ ، /jəz/) كجمع توجد بشكل رئيسي في (شمال) إنجلترا واسكتلندا وأجزاء من أيرلندا وأستراليا ونيوزيلندا وجنوب إفريقيا وشمال نوفا سكوتيا وأجزاء أونتاريو في كندا وأجزاء من شمال شرق الولايات المتحدة (خاصة المناطق التي كانت فيها هجرة إيرلندية أو إيطالية تاريخية)، بما في ذلك بوسطن وفيلادلفيا ونيويورك، وتنتشر في جميع أنحاء مجتمعات الطبقة العاملة الإيطالية الأمريكية في حزام الصدأ الأمريكي. توجد أيضًا في سكوس (اللهجة الإقليمية لمنطقة ليفربول).

### الفرنسية
في النصوص الفرنسية القديمة تستخدم الضمائر tu و vous غالبًا ما تستخدم بالتبادل لمخاطبة فرد أحيانًا في نفس الجملة. ومع ذلك تم اكتشاف بعض أنماط الاستخدام الناشئة من قبل العلماء الحديثين. بين الشخصيات متساوية في العمر أو الرتبة، vous كان أكثر شيوعًا من tu كخطاب للمفرد. ومع ذلك tu كان يستخدم أحيانًا لوضع شاب في مكانه أو للتعبير عن غضب عابر. قد يكون هناك أيضًا اختلاف بين الاستخدام الباريسي واستخدام المناطق الأخرى.
في الفترة الفرنسية الوسطى ظهر تمييز T-V مستقر نسبيًا. كان Vous شكل V يستخدمه المتحدثون من الطبقة العليا لمخاطبة بعضهم البعض، بينما tu كان شكل T المستخدم بين المتحدثين من الطبقة الدنيا. يمكن للمتحدثين من الطبقة العليا اختيار استخدام إما T أو V عند مخاطبة شخص أدنى. يستخدم أقل شأنا عادة V إلى رئيس. ومع ذلك كان هناك الكثير من الاختلاف. في عام 1596 لاحظ إتيان باسكوييه في مسحه الشامل Recherches de la France أن الفرنسيون أحيانًا يستخدمون vous للرؤساء والمرؤوسين " selon la facilité de nos naturels "(«حسب ميولنا الطبيعية»). في الشعر tu غالبًا ما يستخدم لمخاطبة الملوك أو التحدث إلى الله.

### الألمانية
في الألمانية يُستخدم du فقط كضمير غير رسمي. موجه فقط للأشخاص الذين يعرفهم المرء جيدًا مثل أفراد الأسرة والأصدقاء. كما أنه أكثر شيوعًا بين الأقران كدليل على المساواة خاصة بين الشباب. في المواقف الرسمية مع الغرباء والمعارف يتم استخدام Sie بدلاً من ذلك. يتم استخدام "Ihr" أيضًا في المواقف الرسمية على الرغم من أنها غير صالحة للاستخدام.

#### اللغات الاسكندنافية
كان التمييز بين T-V منتشرًا على نطاق واسع في اللغات الجرمانية الشمالية ولكن استخدامه بدأ في الانخفاض بسرعة في النصف الثاني من القرن العشرين  بالتزامن مع تمرد الشباب في الستينيات. اختفى المتغير V عمليًا تمامًا من الكلام المعتاد في السويدية  والآيسلندية.
انخفض استخدام المتغير V باللغة الدنماركية لكنه لم يختف. في الدنماركية المتغير T هو "du" ومتغير V هو "De" بحروف كبيرة.
كان لدى كل من السويديين متغير V لكلمة «أنت» وطريقة أكثر رسمية في مخاطبة الأشخاص والتي كانت مخاطبتهم بصيغة الغائب («هل يمكنني أن أطلب من السيد جونسون. .».).

### الهندية / الأوردو
الهندية - الأوردو (هندوستانية) لها ثلاثة مستويات من التمييز الشكلي. الضمير तू تو (tū) هو الضمير غير الرسمي (الحميم)، तुम تم (tum) هو الضمير المألوف و आप آپ (āp) هو الضمير الرسمي. الضمير तू تو (tū) مفرد نحويًا بينما الضمائر तुम تم (tum) و आप آپ (āp) هي صيغة الجمع نحويًا. ومع ذلك يتم استخدام ضمائر الجمع بشكل أكثر شيوعًا كضمائر فردية ولإشارة صراحة إلى التعددية، وكلمات مثل लोग لوگ (سجل) [أشخاص] ، सब سب (ساب) [الكل] ، दोनों دونو (دونõ) [كلاهما] ، تینوں (tīnõ) [ثلاثة] إلخ تضاف بعد ضمائر الجمع.
في اللهجات الهندية الغربية، يتم إنشاء المستوى الرابع من الشكليات (شبه الرسمية) وهو متوسط بين आप آپ (أب) و तुम تم (توم) عندما يتم استخدام الضمير आप آپ (أب) مع اقتران तुम تم (tom).).
تختلف الحدود بين اللغة الرسمية وغير الرسمية من لغة إلى أخرى، وكذلك داخل المجموعات الاجتماعية للمتحدثين بلغة معينة. في بعض الحالات، ليس من غير المعتاد استدعاء الآخرين بالاسم الأول والصيغة المحترمة أو الاسم الأخير والشكل المألوف. على سبيل المثال، اعتاد المعلمون الألمان على استخدام البنية السابقة مع طلاب المرحلة الثانوية، بينما يستخدم المعلمون الإيطاليون عادةً الأخير (التبديل إلى نموذج V كامل مع طلاب الجامعة). يمكن أن يؤدي هذا إلى إنشاءات تدل على مستوى متوسط من الشكليات في اللغات المميزة T-V والتي تبدو محرجة لمتحدثي اللغة الإنجليزية. بالإيطالية (Signor) Vincenzo Rossi يمكن معالجتها مع tu (مألوف) شكل أو Lei (رسمي) واحد، لكن العناوين الكاملة تتراوح بين Tu, Vincenzo (الند للند أو الأسرة) Tu, Rossi (مدرس أو زميل طالب في المدرسة الثانوية، كما هو مذكور أعلاه) إلى Lei, signor Vincenzo (خادم يعيش في سيد أو ابن سيد) Lei, Rossi (من كبار الموظفين إلى المبتدئين) Lei, signor Rossi (بين الأقران). 
في العديد من اللغات يُشتق ضمير المفرد المحترم من صيغة الجمع. بعض اللغات الرومانسية لها أشكال مألوفة مشتقة من المفرد اللاتيني tu وأشكال محترمة مشتقة من صيغة الجمع اللاتينية vos ، أحيانًا عبر طريق ملتوي. في بعض الأحيان يُشتق شكل V المفرد من ضمير الشخص الثالث في الألمانية وبعض لغات الشمال، فهي صيغة الشخص الثالث. بعض اللغات لها أشكال T و V منفصلة لكل من المفرد والجمع، والبعض الآخر له نفس الشكل والبعض الآخر له تمييز T-V فقط في صيغة المفرد.
تميز اللغات المختلفة بين استخدامات الضمير بطرق مختلفة. حتى داخل اللغات هناك اختلافات بين المجموعات (كبار السن والأشخاص ذوو المكانة الأعلى يميلون إلى استخدام لغة أكثر احترامًا وتوقعها) وبين الجوانب المختلفة للغة واحدة. على سبيل المثال في الهولندية فإن u وهو شكل V يقع ببطء في حالة إهمال في صيغة الجمع ولذا يمكن للمرء أحيانًا أن يخاطب مجموعة على أنها T form jullie والتي تعبر بوضوح عن الجمع عندما يخاطب المرء كل عضو على حدة ب u والتي لها مساوئ كونها غامضة. في أمريكا اللاتينية الإسبانية، حدث التغيير المعاكس - بعد أن فقد الشكل T من vosotros يخاطب الأمريكيون اللاتينيون جميع المجموعات على أنها ustedes ، حتى لو كانت المجموعة مكونة من أصدقاء tú أو vos (كلا الشكلين T).  في شبه الجزيرة الإسبانية القياسية vosotros (حرفيًا «أنتم الآخرون») لا يزال مستخدمًا بانتظام في المحادثات غير الرسمية. في بعض الحالات، من المحتمل أن تتم كتابة شكل V بحروف كبيرة عند كتابتها.